# The Alcalde
The Alcalde è la rivista per i laureandi dell'Università del Texas a Austin sin dal 1913 ed è pubblicata dalla società dei laureandi della Università del Texas.
La rivista è dedicata a Oran M.Roberts, il governatore del Texas che fece fondare l'Università del suo Stato.
La rivista viene pubblicata sei volte l'anno e viene spedita a 96000 membri dell'Università del Texas.